# Eburodacrys sexguttata
Eburodacrys sexguttata är en skalbaggsart som beskrevs av Auguste Lameere 1884. Eburodacrys sexguttata ingår i släktet Eburodacrys och familjen långhorningar.
Artens utbredningsområde är Paraguay. Inga underarter finns listade i Catalogue of Life.